# Corrida da Paz (ciclismo)
A Corrida da Paz (oficialmente: Course da Paix) é uma competição de ciclismo por etapas, nos últimos anos realizada na República Checa, no mês de maio.

## História
Criada em 1948 tradicionalmente celebrada na Alemanha Oriental (Alemanha desde 1990), Polónia e Checoslováquia (República Checa desde 1993), ainda que também tenha passado por outros países, especialmente nos últimos anos, como a Bélgica ou a Áustria.
O corredor com mais vitórias é Steffen Wesemann (cinco vitórias: 1992, 1996, 1997, 1999 e 2003).
A Corrida da Paz celebrou-se pela primeira vez em 1948, com duas edições, entre as cidades de Varsóvia e Praga, e foi suprimida no ano 2007.
Em 2006, a última corrida, foi ganha pelo italiano Giampaolo Cheula e disputou-se de 13 a 20 de maio, com saída em Linz e chegada a Hanôver.
Após 2006 a corrida foi eliminada do calendário ciclista.

## Palmarés

### Pódios
| Ano  | Vencedor                 | Segundo                 | Terceiro             |
| ---- | ------------------------ | ----------------------- | -------------------- |
| 1948 | August Prosinek          | Roman Sieminski         | Waclaw Wojcik        |
| 1948 | Alexandre Zoric          | Emanuel Krejcu          | Jozef Kapiak         |
| 1949 | Jan Veselý               | Maurice Herbulot        | Charles Riegert      |
| 1950 | Willi Emborg             | Bronislaw Klabinski     | Vlastimil Ruzicka    |
| 1951 | Kaj Allan Olsen          | Lothar Meister          | Francesco Ferri      |
| 1952 | Ian Steel                | Jan Veselý              | Jean Stablinski      |
| 1953 | Christian Pedersen       | Hans-Edmund Andresen    | Gustav-Adolf Schur   |
| 1954 | Eluf Dalgaard            | Vlastimil Ruzicka       | René Van Meenen      |
| 1955 | Gustav-Adolf Schur       | Jan Veselý              | Stanley Brittain     |
| 1956 | Stanisław Królak         | Constantin Dumitrescu   | Nikolaï Kolumbet     |
| 1957 | Nentcho Christov         | Stanley Brittain        | Viktor Kapitonov     |
| 1958 | Piet Damen               | Boris Biebienin         | Alfons Hermans       |
| 1959 | Gustav-Adolf Schur       | René Vanderveken        | Romeo Venturelli     |
| 1960 | Erich Hagen              | Jean-Baptiste Claes     | Willy Vanden Berghen |
| 1961 | Youri Melikhov           | Viktor Kapitonov        | Bernhard Eckstein    |
| 1962 | Gainan Saidschushin      | Youri Melikhov          | Stanislaw Gazda      |
| 1963 | Klaus Ampler             | August Verhaegen        | Camille Vyncke       |
| 1964 | Jan Smolík               | Gunther Hoffmann        | Dieter Wiedemann     |
| 1965 | Guennadi Lebediev        | Pavel Dolezel           | Jan Kudra            |
| 1966 | Bernard Guyot            | Alexander Dochljakov    | Axel Peschel         |
| 1967 | Marcel Maes              | Angel Kirilov           | Jan Magiera          |
| 1968 | Axel Peschel             | Karel Vavra             | Jan Magiera          |
| 1969 | Jean-Pierre Danguillaume | Ryszard Szurkowski      | Dieter Gonschorek    |
| 1970 | Ryszard Szurkowski       | Marcel Duchemin         | Zygmunt Hanusik      |
| 1971 | Ryszard Szurkowski       | Zenon Czechowski        | Anatoly Starkov      |
| 1972 | Vlastimil Moravec        | Vladislav Nelyubin      | Wolfram Kuhn         |
| 1973 | Ryszard Szurkowski       | Stanislaw Szozda        | Valeri Likhatchev    |
| 1974 | Stanislaw Szozda         | Nikolai Gorelov         | Milos Hrazdira       |
| 1975 | Ryszard Szurkowski       | Hans-Joachim Hartnick   | Aavo Pikkuus         |
| 1976 | Hans-Joachim Hartnick    | Stanislaw Szozda        | Gerhard Lauke        |
| 1977 | Aavo Pikkuus             | Vladimir Osokin         | Tadeusz Mytnik       |
| 1978 | Alexandre Averine        | Yuri Zacharov           | Mircea Romascanu     |
| 1979 | Sergei Soukoroutchenkov  | Andreas Petermann       | Krysztof Sujka       |
| 1980 | Youri Barinov            | Peter Winnen            | Olaf Ludwig          |
| 1981 | Charkid Zagretdinov      | Sergei Soukoroutchenkov | Ivan Mitchenko       |
| 1982 | Olaf Ludwig              | Charkid Zagretdinov     | Yuri Barinov         |
| 1983 | Falk Boden               | Oleg Petrovitch Chuzhda | Olaf Ludwig          |
| 1984 | Sergei Soukoroutchenkov  | Nentcho Staikov         | Olaf Ludwig          |
| 1985 | Lech Piasecki            | Andrzej Mierzejewski    | Uwe Ampler           |
| 1986 | Olaf Ludwig              | Vladimir Poulnikov      | Asiate Saitov        |
| 1987 | Uwe Ampler               | Petar Petrov            | Andrzej Mierzejewski |
| 1988 | Uwe Ampler               | Vladimir Poulnikov      | Piotr Ugrumov        |
| 1989 | Uwe Ampler               | Olaf Jentzsch           | Zenon Jaskuła        |
| 1990 | Ján Svorada              | Bert Dietz              | Pavel Padrnos        |
| 1991 | Viktor Rjaksinski        | Dariusz Baranowski      | Miroslav Liptak      |
| 1992 | Steffen Wesemann         | Bert Dietz              | Tomasz Brożyna       |
| 1993 | Jaroslav Bilek           | František Trkal         | Pavel Padrnos        |
| 1994 | Jens Voigt               | Ralf Grabsch            | František Trkal      |
| 1995 | Pavel Padrnos            | Dariusz Baranowski      | Tomasz Brozyna       |
| 1996 | Steffen Wesemann         | Michael Andersson       | Sergueï Ivanov       |
| 1997 | Steffen Wesemann         | Christian Henn          | Jens Voigt           |
| 1998 | Uwe Ampler               | Steffen Wesemann        | Piotr Wadecki        |
| 1999 | Steffen Wesemann         | Raimondas Rumsas        | Tomasz Brożyna       |
| 2000 | Piotr Wadecki            | Piotr Przydział         | Steffen Wesemann     |
| 2001 | Jakob Piil               | Aitor Garmendia         | Radosław Romanik     |
| 2002 | Ondřej Sosenka           | Aitor Garmendia         | Piotr Chmielewski    |
| 2003 | Steffen Wesemann         | Ondřej Sosenka          | Tomáš Konečný        |
| 2004 | Michele Scarponi         | Sławomir Kohut          | Roger Beuchat        |
| 2005 | No se disputó            | No se disputó           | No se disputó        |
| 2006 | Giampaolo Cheula         | Andrea Tonti            | Cristian Gasperoni   |

### Vencedores e outros dados

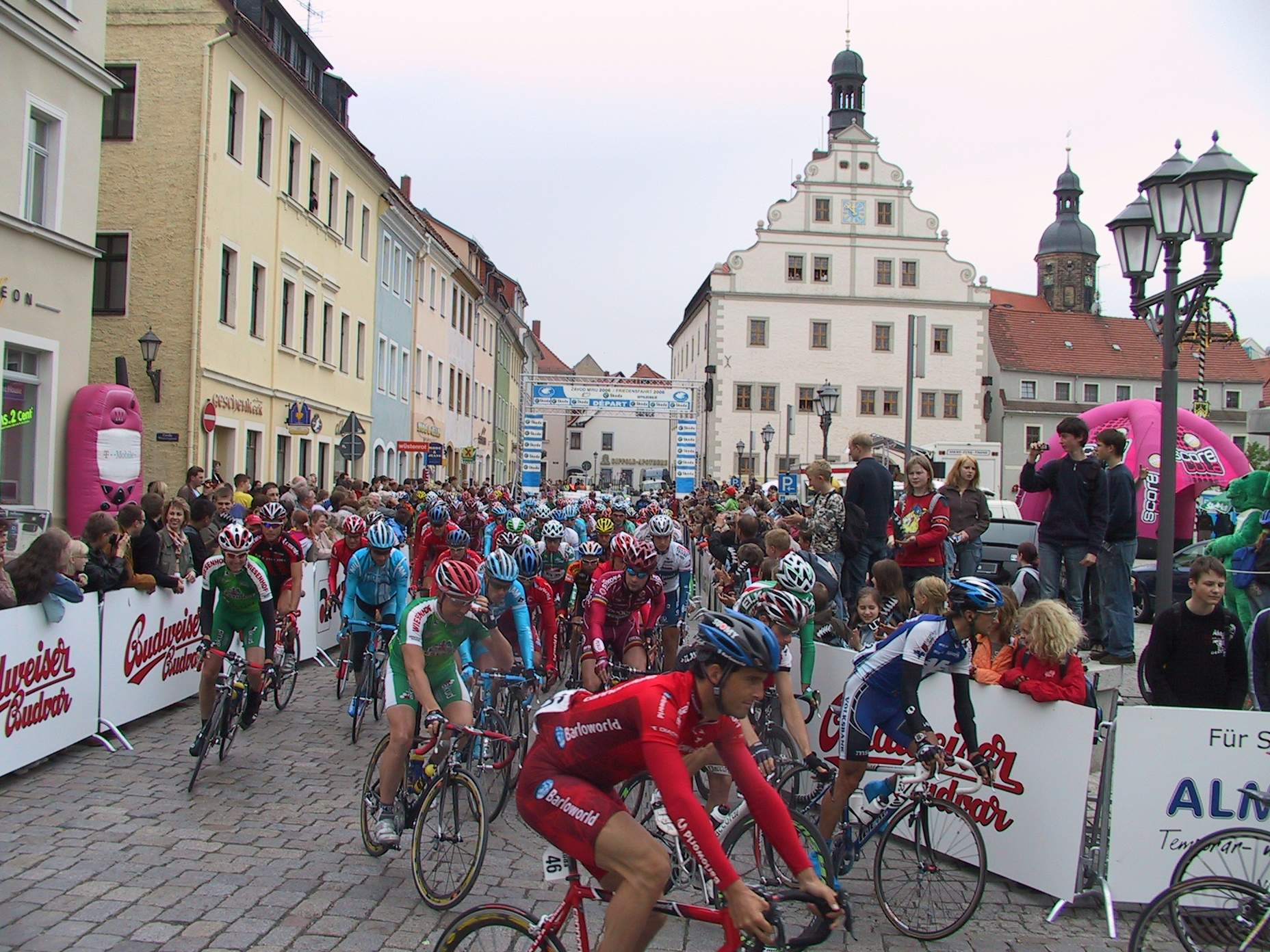
O pelotão na Corrida da Paz de 2006

| Año  | Percurso                          | Vencedor                 | Etapas | KM    |
| ---- | --------------------------------- | ------------------------ | ------ | ----- |
| 1948 | Varsòvia-Praga                    | August Prosinek          | 5      | 872   |
| 1948 | Praga-Varsovia                    | Alexander Zoric          | 7      | 1.104 |
| 1949 | Praga-Varsovia                    | Jan Veselý               | 8      | 1.259 |
| 1950 | Varsovia-Praga                    | Willi Emborg             | 9      | 1.539 |
| 1951 | Praga-Varsovia                    | Kaj Allan Olsen          | 9      | 1.539 |
| 1952 | Varsovia-Berlín-Praga             | Ian Steel                | 12     | 2.146 |
| 1953 | Praga-Berlín-Varsovia             | Christian Pedersen       | 12     | 2.232 |
| 1954 | Varsovia-Berlín-Praga             | Eluf Dalgaard            | 13     | 2.033 |
| 1955 | Praga-Berlín-Varsovia             | Gustav-Adolf Schur       | 13     | 2.176 |
| 1956 | Varsòvia-Berlín-Praga             | Stanisław Królak         | 12     | 2.242 |
| 1957 | Praga-Berlín-Varsovia             | Necio Christov           | 12     | 2.209 |
| 1958 | Varsovia-Berlín-Praga             | Piet Damen               | 12     | 2.210 |
| 1959 | Berlín-Praga-Varsovia             | Gustav-Adolf Schur       | 13     | 2.061 |
| 1960 | Praga-Varsovia-Berlín             | Erich Hagen              | 13     | 2.168 |
| 1961 | Varsovia-Berlín-Praga             | Iuri Melichov            | 13     | 2.371 |
| 1962 | Berlín-Praga-Varsovia             | Gainan Saidschushin      | 14     | 2.397 |
| 1963 | Praga-Varsovia-Berlín             | Klaus Ampler             | 15     | 2.533 |
| 1964 | Varsovia-Berlín-Praga             | Jan Smolík               | 14     | 2.211 |
| 1965 | Berlín-Praga-Varsovia             | Guenadi Lebediev         | 14     | 2.309 |
| 1966 | Praga-Varsovia-Berlín             | Bernard Guyot            | 14     | 2.301 |
| 1967 | Varsovia-Berlín-Praga             | Marcel Maes              | 16     | 2.298 |
| 1968 | Berlín-Praga-Varsovia             | Axel Peschel             | 16     | 2.172 |
| 1969 | Varsovia-Berlín                   | Jean-Pierre Danguillaume | 15     | 2.030 |
| 1970 | Praga-Varsovia-Berlín             | Ryszard Szurkowski       | 15     | 1.976 |
| 1971 | Varsovia-Berlín-Praga             | Ryszard Szurkowski       | 14     | 1.895 |
| 1972 | Berlín-Praga-Varsovia             | Vlastimil Moravec        | 14     | 2.025 |
| 1973 | Praga-Varsovia-Berlín             | Ryszard Szurkowski       | 18     | 2.083 |
| 1974 | Varsovia-Berlín-Praga             | Stanisław Szozda         | 14     | 1.806 |
| 1975 | Berlín-Praga-Varsovia             | Ryszard Szurkowski       | 13     | 1.923 |
| 1976 | Prag -Varsovia-Berlín             | Hans-Joachim Hartnick    | 15     | 1.974 |
| 1977 | Varsovia-Berlín-Praga             | Aavo Pikkuus             | 13     | 1.556 |
| 1978 | Berlín-Praga-Varsovia             | Alexander Awerin         | 13     | 1.847 |
| 1979 | Praga-Varsovia-Berlín             | Sergei Soukoroutchenkov  | 14     | 1.796 |
| 1980 | Varsovia-Berlín-Praga             | Iuri Barinov             | 15     | 2.095 |
| 1981 | Berlín-Praga-Varsovia             | Charkid Zagretdinov      | 15     | 1.887 |
| 1982 | Praga-Varsovia-Berlín             | Olaf Ludwig              | 13     | 1.946 |
| 1983 | Varsovia-Berlín-Praga             | Falk Boden               | 12     | 1.899 |
| 1984 | Berlín-Praga-Varsovia             | Sergei Soukoroutchenkov  | 11     | 1.689 |
| 1985 | Praga-Moscú-Varsovia-Berlín       | Lech Piasecki            | 12     | 1.712 |
| 1986 | Kiev-Varsovia-Berlín-Praga        | Olaf Ludwig              | 15     | 2.138 |
| 1987 | Berlín-Praga-Varsovia             | Uwe Ampler               | 14     | 1.987 |
| 1988 | Bratislava-Katowice-Berlín        | Uwe Ampler               | 13     | 2.008 |
| 1989 | Varsovia-Berlín-Praga             | Uwe Ampler               | 12     | 1.927 |
| 1990 | Berlín-Slušovice-Bielsko-Biała    | Jan Svorada              | 11     | 1.595 |
| 1991 | Praga-Varsovia                    | Viktor Rjaksinski        | 9      | 1.261 |
| 1992 | Berlín-Karpacz-Mladá Boleslav     | Steffen Wesemann         | 9      | 1.348 |
| 1993 | Tábor-Nový Bor                    | Jaroslav Bílek           | 9      | 1.342 |
| 1994 | Tábor-Trutnov                     | Jens Voigt               | 9      | 1.354 |
| 1995 | Č. Budějovice-Oberwiesenthal-Brno | Pavel Padrnos            | 10     | 1.379 |
| 1996 | Brno-Żywiec-Leipzig               | Steffen Wesemann         | 10     | 1.703 |
| 1997 | Potsdam-Żywiec-Brno               | Steffen Wesemann         | 11     | 1.629 |
| 1998 | Poznań-Karlovy Vary-Erfurt        | Uwe Ampler               | 10     | 1.591 |
| 1999 | Znojmo-Plzeň-Magdeburg            | Steffen Wesemann         | 10     | 1.613 |
| 2000 | Hanover-Kudowa-Zdrój-Praga        | Piotr Wadecki            | 10     | 1.608 |
| 2001 | Łódź-Plzeň-Potsdam                | Jakob Piil               | 10     | 1.611 |
| 2002 | Č. Budějovice-Chemnitz-Varsòvia   | Ondřej Sosenka           | 10     | 1.470 |
| 2003 | Olomuc-Walbrzych-Erfurt           | Steffen Wesemann         | 9      | 1.552 |
| 2004 | Brusselles-Wroclaw-Praga          | Michele Scarponi         | 9      | 1.580 |
| 2006 | Linz-Karlovy Vary-Hanover         | Giampaolo Cheula         | 8      | 1.283 |

## Estatísticas dos vencedores

### Mais número de vitórias

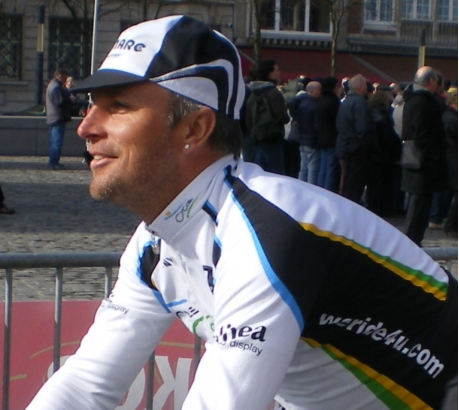
Steffen Wesemann, conseguiu cinco vitórias.

Em 58 edições e 59 corridas disputadas, a Corrida da Paz foi ganhada por 46 homens.
- Steffen Wesemann (Alemanha), possui o recorde de vitórias: 5 vezes (1992, 1996, 1997, 1999, 2003).
- Ryszard Szurkowski (Polónia), (1970, 1971, 1973, 1975), e Uwe Ampler (Alemanha Oriental depois Alemanha), (1987, 1988, 1989, 1998), conseguiram 4 vitórias.
- Gustav-Adolf Schur (Alemanha do Leste) (1955, 1959) , Sergei Sukhoruchenkov  (1979, 1984), Olaf Ludwig (Alemanha Oriental) (1982, 1986) são os corredores que a ganharam em 2 ocasiões.